# Giuseppe Maddaloni
Giuseppe Maddaloni (Napels, 10 juli 1976) is een voormalig judoka uit Italië, die zijn vaderland tweemaal vertegenwoordigde bij de Olympische Spelen: in 2000 (Sydney) en 2008 (Peking). Bij zijn olympische debuut won Maddaloni, bijgenaamd Pino, de gouden medaille in de klasse tot 73 kilogram (middengewicht) door in de finale de Braziliaan Tiago Camilo te verslaan. 

## Erelijst

### Olympische Spelen
- – 2000 Sydney, Australië (– 73 kg)

### Europese kampioenschappen
- – 1998 Oviedo, Spanje (– 73 kg)
- – 1999 Bratislava, Slowakije (– 73 kg)
- – 2001 Parijs, Frankrijk (– 73 kg)
- – 2006 Tampere, Finland (– 81 kg)
- – 2002 Maribor, Slovenië (– 73 kg)
- – 2008 Lissabon, Portugal (– 81 kg)

### Middellandse Zeespelen
- – 2005 Almeria, Spanje (– 81 kg)
- – 1997 Bari, Italië (– 71 kg)

1964: Takehide Nakatani ·
1972: Takao Kawaguchi ·
1976: Héctor Rodríquez ·
1980: Ezio Gamba ·
1984: Ahn Byeong-keun ·
1988: Marc Alexandre ·
1992: Toshihiko Koga ·
1996: Kenzo Nakamura ·
2000: Giuseppe Maddaloni ·
2004: Lee Won-hee ·
2008: Elnur Mammadli · 
2012: Mansoer Isajev · 
2016: Shohei Ono · 
2020: Shohei Ono · 
2024: Hidayet Heydarov